# Équipe de Corée du Sud masculine de volley-ball
Cet article traite de l'équipe masculine. Pour l'équipe féminine, voir Équipe de Corée du Sud féminine de volley-ball.
L'équipe de Corée du Sud de volley-ball est composée des meilleurs joueurs sud-coréens sélectionnés par la Fédération coréenne de volley-ball (KVA). Elle est classée au 23e rang de la Fédération Internationale de Volleyball en octobre 2015.

## Sélection actuelle
Sélection pour la Ligue mondiale 2010.
Entraîneur :  Kim Ho-chul ; entraîneur-adjoint :  Sang-Yeol Lee

## Palmarès et parcours

### Palmarès
- Championnat d'Asie et d'Océanie (4)
  - Vainqueur : 1989, 1993, 2001, 2003
  - Finaliste : 1975, 1979, 1991, 2013
  - Troisième : 1983, 1987, 1995, 1999, 2005,2007,2009,2011, 2017
- Coupe d'Asie
  - Finaliste : 2008
- Jeux asiatiques (3)
  - Vainqueur : 1978, 2002, 2006
  - Finaliste : 1966, 1970, 1974, 1986, 1990, 1998
  - Troisième : 1982, 1994, 2010

### Parcours

#### Jeux Olympiques
| - 1964 : 10e - 1968 : non qualifié - 1972 : 7e - 1976 : 6e - 1980 : non qualifié - 1984 : 5e - 1988 : 11e - 1992 : 9e - 1996 : 10e - 2000 : 10e | - 2004 : non qualifié - 2008 : non qualifié - 2012 : non qualifié |

#### Championnats du monde
| - 1949 : non qualifié - 1952 : non qualifié - 1956 : 18e - 1960 : non qualifié - 1962 : non qualifié - 1966 : non qualifié - 1970 : non qualifié - 1974 : 12e - 1978 : 4e - 1982 : 8e | - 1986 : non qualifié - 1990 : 14e - 1994 : 8e - 1998 : 13e - 2002 : non qualifié - 2006 : 17e - 2010 : non qualifié |

#### Ligue mondiale
| - 1990 : non participant - 1991 : 9e - 1992 : 8e - 1993 : 10e - 1994 : 9e - 1995 : 6e - 1996 : non participant - 1997 : 11e - 1998 : 11e - 1999 : non participant | - 2000 : non participant - 2001 : non participant - 2002 : non participant - 2003 : non participant - 2004 : non participant - 2005 : non participant - 2006 : 10e - 2007 : 9e - 2008 : 13e - 2009 : 13e | - 2010 : 16e - 2011 : 13e - 2012 : 14e - 2013 : 15e - 2014 : 19e |

#### Coupe du monde
| - 1965 : non participant - 1969 : non participant - 1977 : 7e - 1981 : non participant - 1985 : 7e - 1989 : 7e - 1991 : 5e - 1995 : 8e - 1999 : 7e - 2003 : 6e | - 2007 : 11e - 2011 : non participant |

#### World Grand Champions Cup
| - 1993 : 6e - 1997 : non participant - 2001 : 4e - 2005 : non participant - 2009 : non participant |

#### Championnat d'Asie et d'Océanie
| - 1975 : Finaliste - 1979 : Finaliste - 1983 : 3e - 1987 : 3e - 1989 : Vainqueur - 1991 : Finaliste - 1993 : Vainqueur - 1995 : 3e - 1997 : 5e - 1999 : 3e | - 2001 : Vainqueur - 2003 : Vainqueur - 2005 : 3e - 2007 : 3e - 2009 : 3e - 2011 : 3e - 2013 : Finaliste - 2015 : 7e - 2017 : 3e - 2019 : 4e |

#### Coupe  d'Asie
| - 2008 : Finaliste - 2010 : 6e - 2012 : 5e |

#### Jeux asiatiques
| - 1958 : ? - 1962 : ? - 1966 : Finaliste - 1970 : Finaliste - 1974 : Finaliste - 1978 : Vainqueur - 1982 : 3e - 1986 : Finaliste - 1990 : Finaliste - 1994 : 3e | - 1998 : Finaliste - 2002 : Vainqueur - 2006 : Vainqueur - 2010 : 3e |